# Новий львівський театр
«Новий львівський театр» — товариство акторів з орієнтацією пошуку нових сценічних засобів, репертуару, піднесення мистецького рівня до найкращих здобутків світового театру.

## Історія
Створений 10 березня 1919 р. у Дрогобичі на базі груп артистів театру «Української бесіди» зі Львова та театру «Тернопільські театральні вечори» з Тернополя.
Художнє керівництво Новим Львівським театром здійснювали режисери А. Бучма, В. Калин, М. Бенцаль. Художник — Сергій Гречаний. Завідувач літературно-репертуарною частиною — Юрій Шкрумеляк. Композитор, завідувач музичною частиною — Б. Крижанівський.
Новий Львівський театр гастролював у Тернополі, Чорткові, Кам'янець-Подільському, Могилів-Подільському, Проскурові, Вінниці.
Актори: Януарій Бортник, Лесь Гринішак, Мар'ян Крушельницький, Теофіль Демчук, Тихон Терниченко, Севастьян Зубрицький, сестри Надія та Катря Пилипенко, Катерина Рубчакова , Іван Рубчак, Ольга Рубчаківна, Петро Сорока, Ванда Коссакова-Сорокова, Ганна Юрчакова, Юліан Ходоровський, Антоніна Смерека, Кость Кошевський, Галя Марененко, Коханова, Петро Гладкий, Фавст Лопатинський, Андрій Шеремета та ін.
Здійснили постановки вистав: «Зимовий вечір» Старицького, «Невільник» і «Пошились у дурні» Кропивницького, «Суєта», «Мартин Боруля», «Безталанна», «Бондарівна» Карпенка-Карого, «Медвідь» Чехова, «Молодість» Гальбе, «Мірандоліна» Гольдоні та ін.
Узимку 1920 року Новий львівський театр перебував в Вінниці. Там в січні Амвросій Бучма, Семен Семдор та Гнат Юра на базі Нового львівського театру створили театр імені Івана Франка, тепер — Національний академічний драматичний театр імені Івана Франка.